# Іваньки (Погребищенська міська громада)
Іва́ньки — село в Україні, у Погребищенській міській громаді Вінницького району Вінницької області. Розташоване за 5 км від залізничної станції Рось. Населення становить 82 особи.

## Історія
Під час Другої світової війни село було окуповано фашистськими військами у другій половині липня 1941 року. Червоною армією село було зайняте 29 грудня 1943 року.
12 червня 2020 року, відповідно до розпорядження Кабінету Міністрів України № 707-р «Про визначення адміністративних центрів та затвердження територій територіальних громад Вінницької області», увійшло до складу Погребищенської міської громади.
19 липня 2020 року, в результаті адміністративно-територіальної реформи та ліквідації Погребищенського району, село увійшло до складу Вінницького району.

## Населення
За даними перепису 2001 року кількість наявного населення села становило 81 особу, із них 100 % зазначили рідною мову українську.
| Рік            | 1989 | 2001 |
| -------------- | ---- | ---- |
| Кількість осіб | 182  | 81   |

## Транспорт
За 5 км розташована залізнична станція «Рось». Тут можна сісти на приміські дизель-поїзди Козятин-Погребище, Козятин-Жашків, Козятин-Христинівка.